# Famille Blanc
La famille Blanc est une famille française, originaire d'Avignon.

## Liens de filiation entre les personnalités notoires

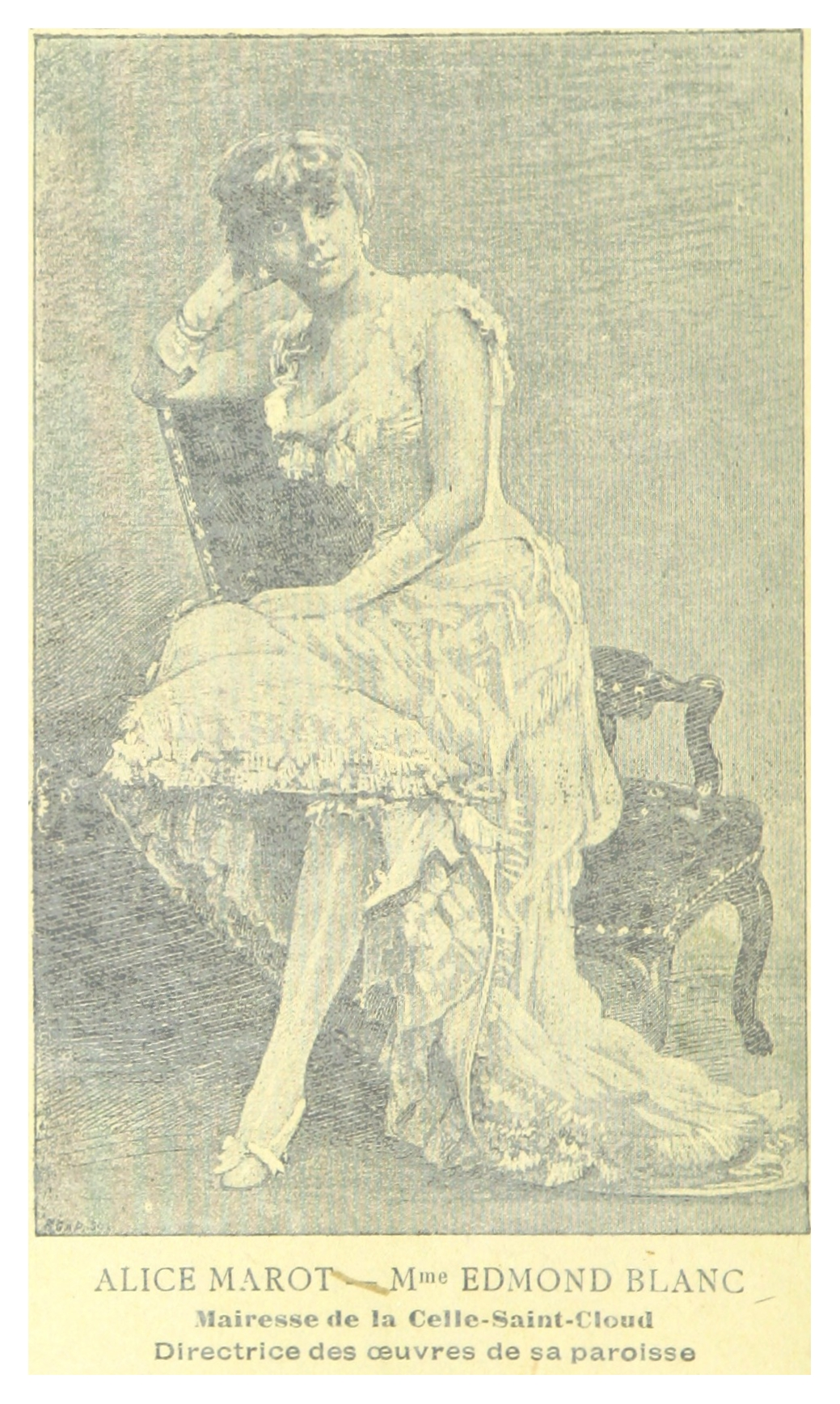
Alice Marot - Mme Edmond Blanc, mairesse de La Celle-Saint-Cloud.

- Claude Agricol Blanc (1773-1829), Fileur à soie, receveur des contributions directes. Il épouse Marie Thérèse Janin[1].
  - François Blanc (1806-1877), créateur du casino de Monte-Carlo et de la Société des bains de mer de Monaco. Il vit en concubinage avec Madeleine-Victoire Huguelin. Veuf, il épouse Marie Hensel (1833-1881).
    - Camille Blanc (1847-1927) , homme d'affaires et homme politique. En 1885, il épouse Élisabeth Lanxade, dont il n'aura pas d'enfant.
    - Louise Blanc (1854-1911), épouse du prince Constantin Radziwill.
      - Léon Radziwill (1880-1927)

    - Edmond Blanc (1856-1920), propriétaire-éleveur de chevaux de course et homme politique. En  1890, il épouse  Héloïse Marot, maire de La Celle-Saint-Cloud. Le couple divorce en 1909. En 1911, il épouse en secondes noces Marthe Galinier (1874-1947).
    - Marie-Félix Blanc (1859-1882), épouse du prince Roland Bonaparte.
      - Marie Bonaparte (1882-1962), princesse de Grèce après son mariage avec Georges de Grèce

## Pour approfondir